# Dornier Do 22
Dornier Do 22 bio je njemački hidroavion razvijen u 1930.-tim. Usprkos dobrim osobinama izrađeno je samo manji broj aviona i to u potpunosti za izvozno tržište. Korišteni su tijekom Drugog svjetskog rata od strane Grčke, Jugoslavije i Finske.

## Razvoj i dizajn
1934. godine u dornierovoj podružnici u Švicarskoj dizajniran je vojni hidroavion s tri sjedala, pogonjen jednim klipnim motorom. Izrađeno je dva prototipa pod oznakom Do C3 od kojih je prvi poletio 1935. godine.
Avion je imao parasol krilo (krilo iznad trupa aviona učvršćeno za trup pomoću upornica), bio je metalne konstrukcije i presvučen platnom. Dva plovka bila su pomoću upornica učvršćena i za trup i za krilo. Avion je pokretao Hispano-Suiza 12Ybrs motor s trokrakim propelerom. Ispod trupa mogao se ovjesiti ili jedan torpedo ili jedna bomba a za obranu je služio jedan fiksni mitraljez za pucanje prema naprijed, dva u stražnjoj kabini i jedan u tunelu u donjem dijelu trupa.
Prvi proizvodni model s plovcima, poznat kao Da 22/See nije poletio iz dornijeve tvornice u Friedrichshafenu, (Njemačka) sve do 15. srpnja 1938. Kako Luftwaffe nije bila zainteresirana, avion je prodan u Jugoslaviju, Grčku i Latviju. U ožujku 1939. godine poletio je i prototip s konvencionalnim podvozjem (Do 22L) ali nije ušao u proizvodnju.

## Korištenje
Tijekom njemačke invazije 1941. godine grčki Do 22  bili su uništeni. Posade osam jugoslavenskih aviona uspješno su izbjegle uništavanje preletjevši u Egipat gdje su letjeli pod kontrolom britanskog RAF-a sve do nedostatka rezervnih dijelova kada su postali neupotrebljivi.
Četiri latvijska aviona nije bilo isporučeno radi sovjetske okupacije Latvije 1940. godine te su zadržani u Njemačkoj. 1942. godine avioni su prebačeni u Finsku gdje su s plovcima ili skijama korišteni sve do kraja rata.

## Inačice
- Do 22Kg - izvozna inačica za Grčku.
- Do 22Kj - izvozna inačica za Jugoslaviju.
- Do 22Kl - izvozna inačica za Latviju. Nije isporučena a avioni su kasnije prebačeni u Finsku.
- Do 22L - avioni opremljeni s konvencionalnim podvozjem. Izgrađen je samo prototip.

## Tehničke karakteristike (Do 22)
Izvori podataka: German Aircraft of the Second World War 
Osnovne karakteristike
- posada: 3
- dužina: 13,12 m
- raspon krila: 16,20 m
- površina krila: 45,0 m²
- visina: 4,85 m[8]

Letne karakteristike
- najveća brzina: 350 km/h
- ekonomska brzina: 310 km/h
- motor: Hispano-Suiza 12Ybrs

## Vanjske poveznice
- A History of Greek Military Equipment (1821-today): Greek Do.22 Kg